# Andrea Vicentino
Andrea Vicentino, getauft auf den Namen Andrea Michieli (* um 1542 in Vicenza; † 15. Mai 1618 in Venedig), war ein Maler der Republik Venedig. Er selbst signierte häufig mit „Andrea Vicentinus f.“, was zur Durchsetzung seines Herkunftsnamens beitrug.

## Leben und Werk

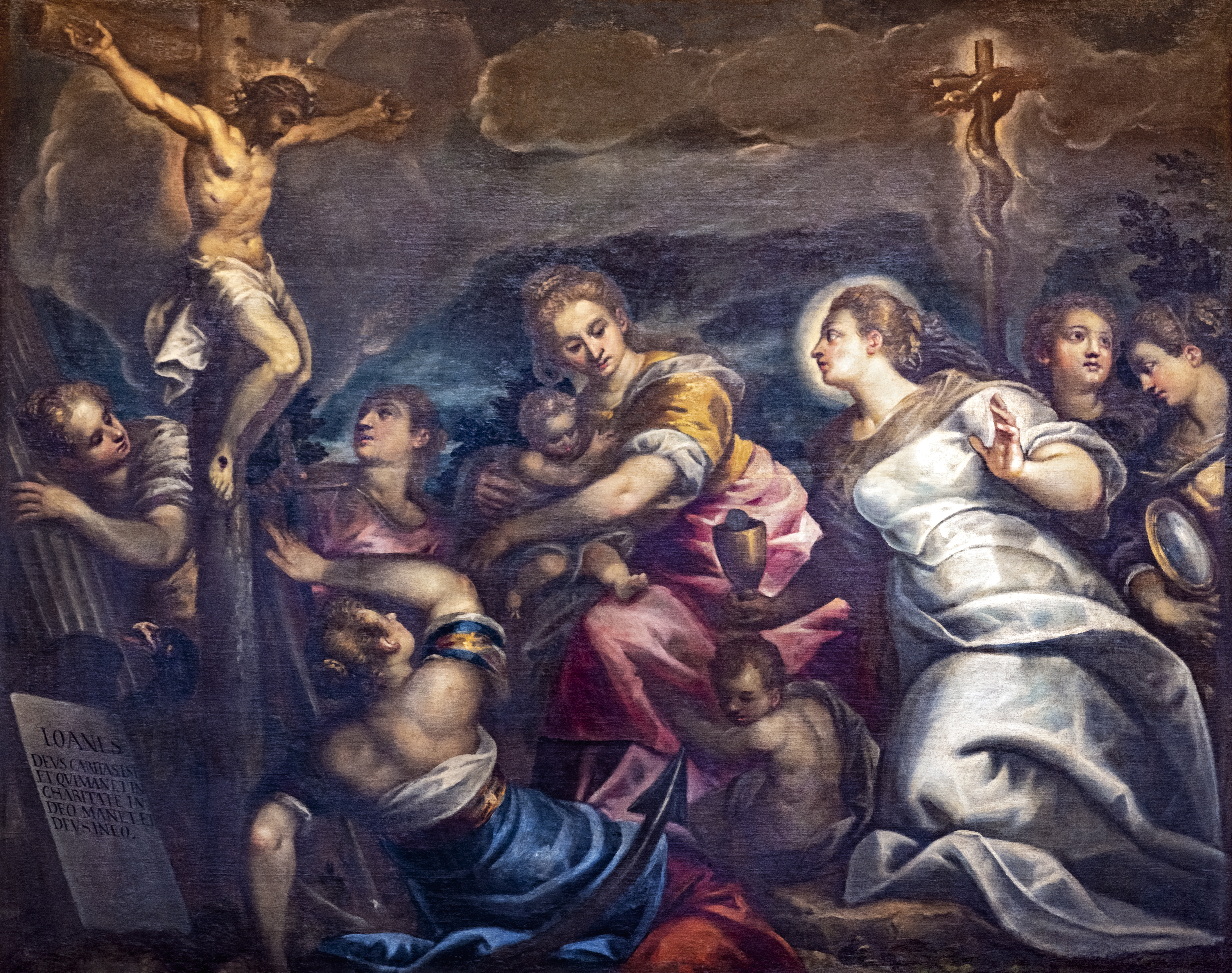
„Il serpente di bronzo innalzato da Mosè nel deserto“

Geboren wurde er als Sohn der Angelina und des Vincenzo Michieli. Über seine Kindheit und Jugend ist ebenso wenig bekannt, wie über seine Ausbildung zum Maler. Doch wurde er stilistisch zumindest von Giovanni Battista Maganza il Vecchio, Giovanni Antonio Fasolo oder Battista Zelotti beeinflusst. Spätestens ab 1572 lebte er in Venedig. In diesem Jahr heiratete er Elena Bellotti, mit der er in der Gemeinde San Barnaba im Sestiere San Polo lebte. Mit ihr hatte er mindestens vier Kinder. Diese waren Paolo Emilio (* 1574), Marietta (* 1580), Isabella Chiaretta (* 1581), deren Taufpate der Bildhauer Girolamo Campagnola wurde, und Marco Antonio (* 1583), den der Miniaturist Camillo Boninsegna aus der Taufe hob. In den 1590er Jahren schenkte ihm eine andere Frau, Santa, vier weitere Kinder. Diese waren Elena Virgilia (* 1591, aus der Taufe gehoben von Antonio Callegarini), Gabriele Giovanni (* 1594), Giannantonio Angelo (1596–1598) sowie ein weiterer Junge, der den Namen des verstorbenen Kindes erhielt (* 1599).
Erst 1583 wurde Michieli Mitglied in der venezianischen Malerzunft, der arte dei pittori, der er bis 1617 angehörte. Doch bereits im Jahrzehnt vor seinem Beitritt arbeitete er für Ludovico Priuli, den Sohn des Dogen Girolamo Priuli und lebenslangen Procuratore de ultra. Mit einem beglaubigten Akt legte er am 15. Februar 1572 einen Streit zwischen den Erben Priulis bei, bei dem es sich um von ihm fertiggestellte Werke im Paduaner Palast des Erblassers handelte, der im September des Vorjahres gestorben war. Zu dieser Zeit war der 1568 begonnene Palast noch im Bau. Die Archivakten belegen dabei den Verlust des „accordo con Andrea da Vicenza Pictore“, der bereits zahlreiche Werke fertiggestellt hatte. Dafür erhielt er 25 Lire, aber er forderte weitere vier Dukaten für einen „Cristo alla colonna“ und weitere drei Werke. Es erwies sich, dass in der Gesamtabrechnung weitere Werke nicht enthalten waren, die im Inventar vom 7. Oktober 1571 erscheinen, ein Werk zum Alten Testament sowie zwei Bilder der hl. Katharina und der hl. Justina.
Sein Ansehen war inzwischen so groß, dass er den Auftrag erhielt, das erste Gemälde an der Westwand der Sala dello Scrutinio im Dogenpalast zu ersetzen, der durch den Brand vom 20. Dezember 1577 ebenso mitgenommen war, wie der angrenzende Saal des Großen Rates, an dem er gleichfalls mitarbeitete. Diese Wiederherstellungsarbeiten geschahen in einer Phase der Neudefinition der Rolle Venedigs und seiner historischen Rolle und damit seiner gesamten Historiographie. Damit war nicht nur eine ideologische Neuausrichtung verbunden, sondern auch eine veränderte Staatspropaganda, die sich besonders in den Kunstwerken des Dogenpalastes, des Zentrums der Macht, niederschlugen. So schuf Michieli an der Westwand der Sala dello Scrutinio die beiden Werke I Veneziani respingono l’assedio di Pipino und die Vittoria navale dei Veneziani contro Pipino, dann an der Ostseite die Presa di Cattaro (die Einnahme Kotors) sowie die Vittoria di Lepanto (den Sieg in der Schlacht bei Lepanto). Für die Decke schuf er die Vittoria a Rodi (den Sieg vor Rhodos). Damit reichte das Panorama der historischen Erinnerungen vom frühen 9. Jahrhundert bis in Vicentinos Gegenwart, vom Kampf gegen die Invasion der Franken unter Pippin, dem Sohn Karls des Großen, über die Eroberung Dalmatiens bis hin zum Sieg über die Osmanen bei Lepanto im Jahr 1571.

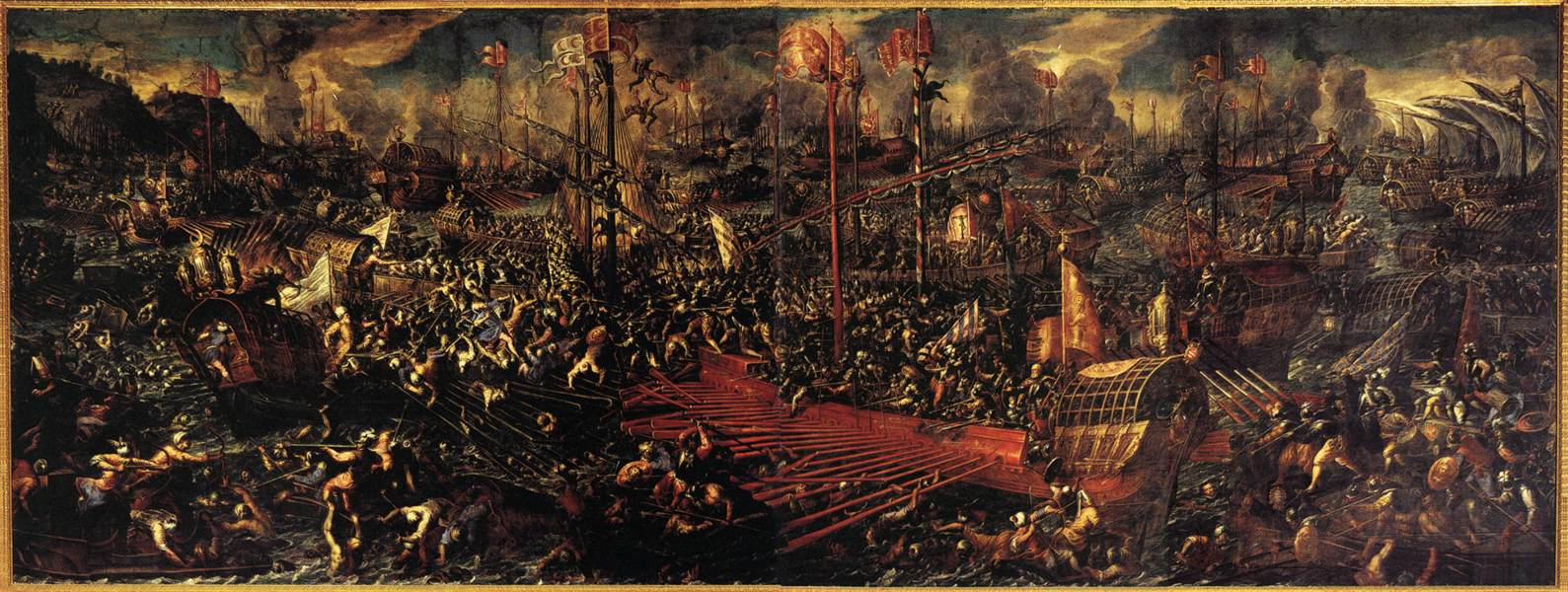
Die Schlacht bei Lepanto, Öl auf Leinwand, Saal des Großen Rates, Dogenpalast

Im Saal des Großen Rates schuf Andrea Vicentino La consegna dell’anello al doge Sebastiano Ziani (die Übergabe des Ringes an den Dogen Sebastiano Ziani an der Nordwand, eine Anspielung auf die jährlich stattfindende Festa della Sensa als Symbol der Macht Venedigs über die Adria), La riconquista di Zara (die behauptete Rückeroberung von Zara, das in den Augen der Venezianer mehrfach rebelliert hatte), Il principe Alessio Comneno supplica l’aiuto del doge Enrico Dandolo (Prinz Alexios Komnenos, der von seinem Onkel gestürzt worden war, bittet den Dogen Enrico Dandolo um Hilfe, was den Angriff auf Konstantinopel durch Kreuzfahrer legitimieren sollte), Enrico Dandolo accoglie Baldovino di Fiandra eletto imperatore d’Oriente (Enrico Dandolo empfängt Balduin von Flandern, einen der Führer des Vierten Kreuzzugs, der zum Kaiser des Ostens gewählt worden war, des Lateinischen Kaiserreichs (Südwand)), Il doge Leonardo Loredan consegna agli ambasciatori di Norimberga i testi delle leggi veneziane (der Doge Leonardo Loredan überreicht den Gesandten aus Nürnberg die Texte der venezianischen Gesetze) und Trophäen (Decke des Saales). Diese Werke wurden spätestens bis 1600 fertiggestellt. Hinzu kamen kleinere Werke, wie einige Paneele an der Decke der Sala del Senato, nämlich ein römisches Kriegerduo, dann einige Philosophen und vor allem die allegorische Venus in der Schmiede des Vulcanus, die bis Mitte der 1580er Jahre entstanden.
Während er am Dogenpalast arbeitete, schuf er aber auch Werke in Vicenza. So dekorierte er zwischen 1580 und 1583 den Salone dei Cesari im Piano nobile des palladianischen Palastes von Montano Barbaran, wie eine Notiz des Architekten Inigo Jones von 1614 erwies. Darüber hinaus schuf er eine große Zahl von Altarretabeln, die sich fast im gesamten adriatischen und oberitalienischen Gebiet der Republik finden, bis hinunter nach Dalmatien. Gemeinsam mit Palma il Giovane, Domenico Tintoretto, Carlo Caliari und Antonio Vassillacchi, genannt Aliense, arbeitete er an der Ausstattung der Kirche S. Croce in Belluno, bzw. für die Scuola della dottrina cristiana, die dort vom Bischof Giovanni Battista Valier 1580 gegründet worden war. Vicentinos Beitrag bestand in der Deposizione dalla croce, der Kreuzesabnahme, die sich später in der venezianischen Scuola Grande di S. Giovanni Evangelista befand, heute im Depot der Gallerie dell’Accademia.

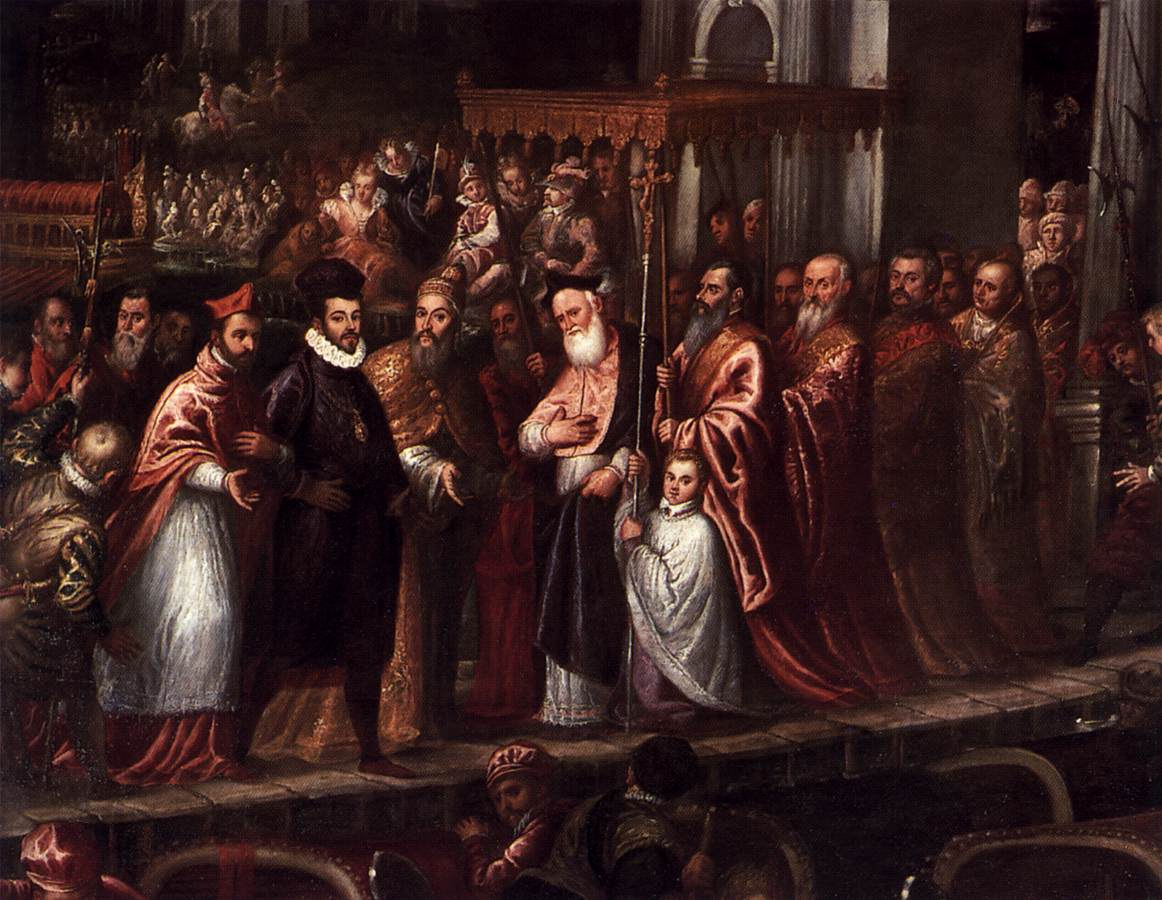
Doge und Patriarch empfangen Heinrich III., den König von Frankreich

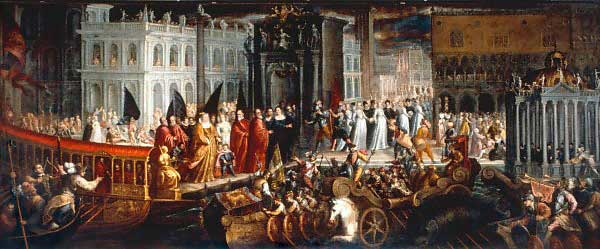
Die Ausfahrt der Dogaressa Morosina Morosini von San Marco, Andrea Vicentino (ca. 1542–1618)

1593 signierte er das Riesenwerk Visione miracolosa di Baldissera Zanon e suo processo (Carlo Baldissera Zanon aus Chioggia hatte 1508 eine Marienvision), im selben Jahr entstand der Sbarco di Enrico III al Lido, die Überfahrt des französischen Königs Heinrich III. zum Lido, ein Werk für die Sala delle Quattro porte im Dogenpalast. Hinzu kommen La processione del Santissimo Sacramento im Oratorium des Paradieses des Doms in Piove di Sacco (heute im Diözesanmuseum Padua) und der Sbarco trionfale della dogaressa Morosini in piazza S. Marco, die triumphale Ausfahrt der Dogaressa Morosina Morosini an der Piazza San Marco. Dieses Gemälde konnte mit dem Werk im Palazzo Grimani bei S. Luca am Canal Grande identifiziert werden. Das Werk entstand zwischen 1597, als die Ausfahrt der Dogaressa stattfand, und 1606, als der Bucintoro völlig umgebaut wurde. Damit hatte Vicentino zugleich das unwiederbringliche Erscheinungsbild dieses Staatsschiffes verewigt.
Möglicherweise bis 1594 reicht die Nozze di Cana zurück, das die Hochzeit zu Kanaa in den Vorstellungen des späten 16. Jahrhunderts wiedergibt. Entstanden für die Kirche Ognissanti befindet sich das Werk heute in San Trovaso. 1598 signierte er die Altarretabel des Duomo di Gambarare in Venedig mit dem Padre Eterno e le Virtù teologali, dann Il serpente di bronzo e il Crocifisso in der Franziskanerkirche (Frarikirche), wo auch eine Reihe kleinerer Werke entstand (heute finden sich einige in der Walker Art Gallery in Liverpool oder in London). 1606 signierte er ein Werk in Zanipolo, nämlich den Sogno del doge Jacopo Tiepolo (den Traum des Dogen Iacopo Tiepolo) und Il doge dona il terreno ove sorgerà la basilica (der Doge überantwortet das Gelände, wo sich die Basilika erheben wird). Aus einem Inventar geht hervor, dass er in Chioggia den Trasporto dell’arca santa schuf, an der Decke des Oratoriums der Kirche Ss. Trinità. Aus diesem Inventar geht des Weiteren hervor, dass er 1608 das Battesimo di Cristo, die Taufe Christi, schuf, dann David davanti a Natan 1608; 1610 folgten David uccide Golia (David tötet Goliat) und die Entrata di Cristo in Gerusalemme, den Einzug Christi nach Jerusalem (1610), schließlich 1611 La regina di Saba davanti a Salomone, die Königin von Saba vor Salomo, und den Passaggio del Mar Rosso, die Durchquerung des Roten Meeres, im Jahr 1611. 1612 folgte S. Liberale vescovo benedice gli infermi für die Carmini-Kirche in Venedig. Das letzte von Vicentino bekannte Werk ist die Madonna con s. Carlo e ss. cappuccini für die Kapuzinerkirche in Mestre, das die Madonna mit Karl Borromäus und den heiligen Kapuzinern darstellt.
1613 wurde die Hochzeit seiner Tochter Elena mit großen Feierlichkeiten begangen, doch 1615 starb sein Sohn Marco Antonio, von dem die Caduta della manna im Presbyterium der Carmini-Kirche erhalten ist. Am 15. Mai 1618 wurde Vicentinos Name ins Necrologium der Kirche San Barnaba eingetragen.